# سفارة مصر في النرويج
سفارة مصر في النرويج هي أرفع تمثيل دبلوماسي لدولة مصر لدى النرويج. تقع السفارة في أوسلو وهي تهدف لتعزيز المصالح المصرية في النرويج.

## وصلات خارجية
- قائمة سفارات مصر
- قائمة السفارات في النرويج